# Надзаголовкові дані
Надзаголовкові дані — елемент вихідних відомостей, які вміщують у верхній частині титульного аркуша над прізвищем автора і назвою видання.

У цих даних міститься така інформація:

- назва організації, від імені якої випускається видання;
- назва серії (підсерії), до складу яких входить видання.

У виданнях матеріалів конференцій, з'їздів, симпозіумів, нарад кількість таких організацій, що зазначаються в надзаголовковій частині, може бути більшою. Назви установ і організацій, від імені яких випускається видання, мають відповідати їх офіційним написанням.